# Monastyr Putna

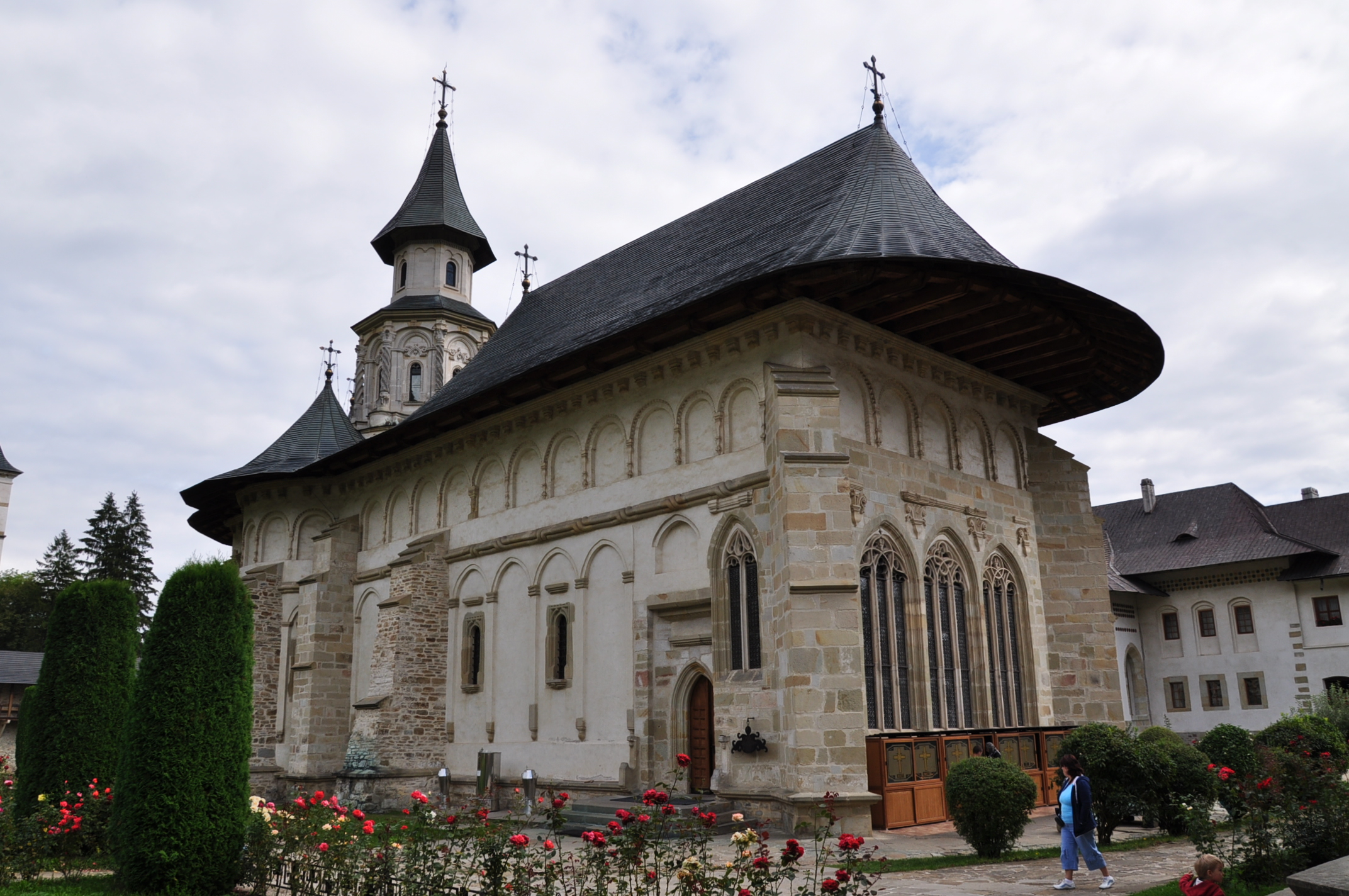
Cerkiew Zaśnięcia Bogurodzicy

Monastyr Putna – obronny monastyr z cerkwią pod wezwaniem Zaśnięcia Bogurodzicy znajdujący się w miejscowości Putna w Rumunii, położonej na Bukowinie. Ważne miejsce historyczne dla Rumunów z uwagi na jego znaczenie w rozwoju kultury Mołdawii oraz jako miejsce pochówku Stefana Wielkiego (cel licznych pielgrzymek w dniu święta Stefana – 2 lipca). 

## Historia
Monastyr był jedną z pierwszych, licznych później fundacji sakralnych hospodara Stefana Wielkiego. W zamierzeniu fundatora miał stanowić najważniejszy ośrodek religijny kraju, a także nekropolię Stefana i jego następców na tronie mołdawskim. W celu osiągnięcia przezeń należytej rangi, został przez władcę bogato uposażony (w 1503 posiadał 24 wsie), a jego dzieło kontynuowali następcy na tronie mołdawskim. Nie zostało zrealizowane jednak zamierzenie ustanowienia tutaj nekropolii hospodarów mołdawskich – po Stefanie pochowani zostali tutaj tylko dwaj jego kolejni następcy (syn Bogdan III Ślepy i wnuk Ștefăniță), późniejsi władcy często zaś fundowali swoje własne nekropolie.
Inspiratorem hospodara w zamierzeniu budowy cerkwi miał być pustelnik Daniło, mieszkający w pobliskiej jaskini. Według legendy Stefan miał wyznaczyć miejsce na budowę monastyru poprzez strzał z łuku z jednego z pobliskich wzgórz (miejsce, z którego strzelał jest upamiętnione krzyżem). Ta sama legenda wspomina także o wieśniaku, który potrafił strzelić dalej niż władca, za co miał zostać ścięty. Być może jest to zbitka dwóch legend, starszej w której to władca współgrając z niebiosami (poprzez lot strzały) ustanawia święte miejsce monastyru i młodszej, powstałej w środowisku wiejskim, w której słychać elementy burzące średniowieczny ład społeczno-religijny. 
Budowę monastyru rozpoczęto w 1466 (być może na miejscu starszego kompleksu sakralnego). Cerkiew ukończono już w 1469, w późniejszym czasie budowano fortyfikacje monastyru ukończone w 1481. Jednak już w 1484 monastyr został zniszczony przez pożar. Stefan niezwłocznie podjął jego odbudowę, ukończoną w 1498. W 1536 ponownie miał miejsce pożar. Zapewne w XVI w. Putna została ozdobiona freskami zewnętrznymi. Monastyr był ważnym centrum kulturalnym i artystycznym (na wysokim poziomie stały tutaj haft, kaligrafia, iluminatorstwo), słynął ze swego bogactwa. Bogactwo to jednak ściągnęło nań kolejne nieszczęście: w 1653 napadli go, obrabowali i zniszczyli Kozacy Tymofieja Chmielnickiego. Monastyr odbudował wówczas hospodar Jerzy Stefan (w latach 1654–1662). W 1691 po raz kolejny dotknął go pożar. Z kolei w 1739 monastyr został zrujnowany wskutek trzęsienia ziemi; odbudowa została wykonana w latach 1757–1760. W XVIII w. działała tu znana szkoła teologiczna. 
W końcu XVIII w. tutejsze zgromadzenie mnichów prawosławnych uniknęło rozwiązania (co dotknęło wiele innych monastyrów bukowińskich pod rządami austriackimi). W miarę rodzenia się rumuńskiej świadomości narodowej, coraz mocniejsza była jego rola symbolu narodowego, często był odwiedzany. W XIX w. rozbudowano zabudowania klasztorne. 
1916 monastyr został zdewastowany przez wojska rosyjskie.

## Cerkiew
Wolno stojąca w centrum monastyru cerkiew zbudowana jest na planie trójkonchowym. Jest bardzo wydłużona (37 m długości, a tylko 15 m szerokości w najszerszym miejscu, tj. na wysokości apsyd lateralnych) i wysoka (33 m wysokości z wieżą). Składa się z czterech pomieszczeń: nawy, komory grobowej, przednawia oraz przedsionka.
Wskutek licznych katastrof, które dotykały cerkiew, nie zachowały się freski zewnętrzne cerkwi – elewacje są ozdobione dwoma rzędami nisz przedzielonych zdobionym kamiennym sznurem (nawiązującym do dekoracji cerkwi monastyru Dragomirna). Wieża cerkwi ozdobiona jest kręconymi kolumnami, świadczącymi o wpływach wołoskich. 
Nawa jest sklepiona mołdawskim sposobem kopułą wspartą na pendentywach, z której centrum wznosi się smukła wieża-latarnia. Komora grobowa oddzielająca nawę od przednawia (przy czym zamiast ściany oddzielającej komorę od nawy z niewielkim tylko otworem drzwiowym, jak to zwykle bywa w dawnych cerkwiach mołdawskich, znajduje się tutaj arkada wsparta na dwóch kolumnach) mieści w sobie marmurowy grobowiec fundatora – uznanego za świętego przez Rumuńską Cerkiew Prawosławną Stefana Wielkiego, a także groby dwóch jego żon, syna i następcy Bogdana, oraz wnuka Stefana. Przedsionek, zamykający cerkiew od zachodu, jest zapewne później dodany do świątyni i wyróżnia się dużymi oknami o gotyckiej kamieniarce.

## Zabudowania klasztorne
Zabudowania klasztorne przylegają do czworoboku murów obronnych otaczających cerkiew. Nie zachował się zbudowany tu jeszcze w XV w. dom książęcy. Z pierwotnych zabudowań zachowała się tylko wieża skarbca, przy zachodnim murze. Znajduje się tutaj tablica z inskrypcją o treści: „Pełen wiary wojewoda Stefan, syn Bogdana, ufundował i zbudował ten monastyr poświęcony Maryi w czasach opata Ioasafa w roku 6989 (1481)”.
W monastyrze (w jego północno-zachodniej części) znajduje się także druga, mniejsza cerkiew pod wezwaniem Świętych Piotra i Pawła, służąca na co dzień tutejszej wspólnocie zakonnej, zbudowana w XVIII w.
W muzeum klasztornym znajduje się przede wszystkim bardzo cenna kolekcja wyrobów miejscowych artystów, hafciarzy i miniaturzystów, którzy słynęli ze swej biegłości. Można odnaleźć tutaj także dary licznych hospodarów (m.in. Stefana Wielkiego), wśród których znajduje się piękny ewangeliarz z Humor z XV w. Do Stefana miał także należeć piękny krzyż. Kolekcję uzupełniają liczne manuskrypty, szaty liturgiczne i inne tkaniny, tryptyk z XV w., a także arcydzieła złotnictwa. Za szczególnie cenne uznaje się przechowywane tutaj zasłony grobowe i ołtarzowe z XV i XVI w.
Wejście na teren monastyru prowadzi przez wysoką bramę klasztorną z 1760, zwaną wieżą Eminescu (od nazwiska rumuńskiego wieszcza narodowego Mihai Eminescu, który przebywał tutaj podczas obchodów 400-lecia monastyru), pełniącą także funkcję dzwonnicy, na której widnieje płaskorzeźba z łbem żubra – herbem Mołdawii.